# Wannaska
Wannaska in Minnesota ist ein Census-designated place in den Vereinigten Staaten.
Wannaska liegt circa 20 km südlich von Roseau in Minnesota.
Durch Wannaska fließt der South Fork Roseau River.
Westlich von Wannaska befindet sich der Hayes Lake State Park.

## Geschichte
Im Jahr 1896 wurde Wannaska von amerikanischen Siedlern gegründet.
Wannaska ist der indianische Name des Roseau River.

## Infrastruktur
- Riverside Lutheran Church
- Wannaska Community Center
- Wannaska Park
- Wannaska Post Office
- Wannaska Rink

Wannaska ist über den MN89 an das amerikanische Straßennetz angeschlossen. 
Der Ort besitzt keinen Eisenbahnanschluss. Der nächstgelegene Eisenbahnanschluss befindet sich in Roseau.
Der nächstgelegene internationale Flughafen befindet sich in Winnipeg.